# SV Woumen
SV Woumen is een Belgische voetbalclub uit Woumen. De club is aangesloten bij de KBVB met stamnummer 8785 en heeft geel en blauw als kleuren.

## Geschiedenis
SV Woumen sloot zich in 1981 aan bij de Belgische Voetbalbond en ging er in de provinciale reeksen spelen. De club bleef er de volgende jaren in de laagste reeksen spelen. In 2012 diende de club haar ontslag in bij de Voetbalbond.